# Emily Perkins
Emily Jean Perkins (Vancouver, 4 maggio 1977) è un'attrice canadese, nota principalmente per aver recitato il ruolo di Brigitte Fitzgerald nella fortunata trilogia horror di film Licantropia Evolution, Licantropia Apocalypse e Licantropia.

## Biografia
Iniziò a recitare sin da bambina in alcuni film per la televisione e nel ruolo di Beverly Marsh nella miniserie It del 1990 a fianco di Jonathan Brandis. Nel 1998 fece una breve apparizione nella serie televisiva canadese Da Vinci's Inquest nel ruolo di Carmen. Fu richiamata a recitare nella stessa serie nel 2001, stavolta nel ruolo più importante di Sue Lewis e per 34 episodi. Nel frattempo nel 2000 aveva fatto il suo esordio sul grande schermo nel primo film della saga Licantropia (Ginger Snaps in inglese): Licantropia Evolution, a cui seguì l'anno dopo una parte in due film per la televisione canadese dedicati al personaggio di Christy. Nel 2004 riprese il ruolo di Brigitte negli altri due film della serie: Licantropia Apocalypse e Licantropia.
In seguito è apparsa in piccoli ruoli in She's the Man e Juno. Nel 2008 ha interpretato la parte di Becky Rosen nel telefilm Supernatural.

## Filmografia parziale

### Cinema
- Licantropia Evolution (Ginger Snaps), regia di John Fawcett (2000)
- Insomnia, regia di Christopher Nolan (2002)
- Licantropia Apocalypse, regia di Brett Sullivan (2004)
- Licantropia (Ginger Snaps Back: The Beginning), Grant Harvey (2004)
- She's the Man, regia di Andy Fickman (2006)
- Juno, regia di Jason Reitman (2007)
- Another Cinderella Story, regia di Damon Santostefano (2008)
- Extraterrestrial, regia di Colin Minihan (2014)
- Pennywise: The Story of IT, regia di John Campopiano e Christopher Griffiths (2021) - documentario

### Televisione
- It, regia di Tommy Lee Wallace - miniserie TV, 2 episodi (1990)
- Tre donne in pericolo (Woman on the Ledge), regia di Chris Thomson - film TV (1993)
- Christy: The Movie, regia di Chuck Bowman - film TV (2000)
- Christy: Choices of the Heart - miniserie TV, 2 episodi (2001)
- Quando chiama il cuore (When Calls the Heart) - serie TV, 3 episodi (2014)
- Supernatural - serie TV, 4 episodi (2009-2019)

## Doppiatrici italiane
Nelle versioni in italiano delle opere in cui ha recitato, Emily Perkins è stata doppiata da:
- Eleonora Reti in Licantropia Evolution
- Valentina Mari in Licantropia Apocalypse
- Franca D'Amato in Licantropia
- Roberta Gasparetti in She's the Man
- Federica Valenti in Another Cinderella Story
- Letizia Scifoni in Supernatural